# Belvosia lugubris
Belvosia lugubris là một loài ruồi trong họ Tachinidae.